# ریکاردو میگرینی
ریکاردو میگرینی (ایتالیایی: Riccardo Magrini؛ زادهٔ ۲۶ دسامبر ۱۹۵۴) دوچرخه‌سوار اهل ایتالیا است.